# Piotr Gawron-Jedlikowski
Piotr Gawron-Jedlikowski (ur. 24 kwietnia 1988) – polski aktor telewizyjny, filmowy i teatralny.

## Życiorys
W 2013 roku ukończył Państwową Wyższą Szkołę Filmową, Telewizyjną i Teatralną im. Leona Schillera w Łodzi. Popularność przyniosły mu role w serialach telewizyjnych Barwy szczęścia i Korona królów. Występuje w grupach „Impro Atak!” oraz ITO Teatr, gdzie wykorzystuje różne formy improwizacji scenicznej. Współpracował także z Teatrem Capitol w Warszawie.
W 2019 odcisnął swą dłoń na Promenadzie Gwiazd w Międzyzdrojach, za zwycięstwo w internetowym plebiscycie „Idol publiczności”. W 2021 wziął udział w czternastej edycji programu rozrywkowego Twoja twarz brzmi znajomo, emitowanego w telewizji Polsat. Zajął 8 miejsce.

## Filmografia
- 2011: Ojciec Mateusz jako Radek Woźniak (odc. 82)
- 2011: Ojciec Mateusz jako kolega Michała (odc. 83)
- 2012: Szpilki na Giewoncie (odc. 40)
- 2012: Ojciec Mateusz jako Adam Kwiatkowski (odc. 106)
- 2012: Na dobre i na złe jako Michał Błoński (odc. 504)
- 2012–2015: Barwy szczęścia jako Kamil Krawczyk, chłopak Agaty Pyrki
- 2016: Ojciec Mateusz jako Franek Chłopicki (odc. 201)
- 2016–2019: Pierwsza miłość jako Tymoteusz
- 2018: Świat według Kiepskich jako hobbit (odc. 530)
- 2018–2020: Korona królów – dworzanin Niemierza z Gołczy
- 2019: Świat według Kiepskich jako rycerz (odc. 553)
- 2019: Za marzenia jako instruktor (odc. 21)
- 2019: Ultraviolet jako dziennikarz Darek Miecik (odc. 11)
- 2020: Listy do M. 4 jako „król”